# Стокли, Мириам
Ми́риам Арли́н Сто́кли (англ. Miriam Arlene Stockley; род. 15 апреля 1962, Йоханнесбург, ЮАР) — британская певица и композитор южноафриканского происхождения. Большое влияние на её работы оказала африканская музыка. Стокли отличает характерный стиль вокализации, особенно заметный в проекте британского композитора и дирижёра Карла Дженкинса Adiemus, для первых четырёх альбомов которого Стокли исполнила партии ведущего вокала.

## Ранние годы
В возрасте одиннадцати лет Стокли со своей старшей сестрой Эврил организовали дуэт Stockley Sisters и в 1976 году выпустили кавер на песню Venus группы Shocking Blue (за 10 лет до версии Bananarama), достигший пятой строчки южноафриканского хит-парада. В возрасте 18 лет Стокли переехала в Лондон для продолжения музыкальной карьеры.

## Музыкальная карьера
В конце 1980-х — начале 1990-х г.г. Стокли работала сессионным вокалистом с разными музыкантами. В частности, сотрудничала с трио композиторов и продюсеров Stock, Aitken & Waterman, приняв участие в записях таких артистов, как Кайли Миноуг, Джейсон Донован и Соня. 
Стокли несколько раз исполняла бэк-вокал для британских участников конкурса песни «Евровидение». Наиболее примечательные из выступлений — с Эммой (в 1990 году) и с группой Katrina and the Waves (в 1997 году, победа в конкурсе).
В 1991 году Стокли присоединилась к вновь сформированной группе Praise, чей сингл Only You достиг четвёртого места в британском хит-параде. Через год группа выпустила второй сингл Dream On, не имевший успеха, после чего прекратила своё существование.
В 1995 году Стокли начала работу с британским композитором и дирижёром Карлом Дженкинсом в его проекте Adiemus в качестве вокалиста. Стокли приняла участие в записи первых четырёх альбомов Adiemus.
Стокли принимала участие в записи нескольких саундтреков, в частности: «Властелин колец: Братство Кольца», «Свидание на одну ночь», «Десятое королевство». В последнем она исполнила заглавную песню Wishing on a Star. Песня Perfect Day, написанная британским композитором Колином Таунсом и исполненная Стокли, звучала в мультсериале BBC The World of Peter Rabbit and Friends, выходившем в эфир в 1992—1995 г.г. Кроме этого, Стокли также принимала участие в записи песен, звучавших в других детских программах BBC; наиболее заметная из них — Look and Read.
В 2004 году компания Yamaha выпустила программное обеспечение Vocaloid, позволяющее генерировать синтезированный вокал. Один из голосов в первой версии Vocaloid записан Стокли.
В декабре 2006 года Стокли в качестве вокалиста совместно с Майком Олдфилдом приняла участие в серии из 18 концертов Night of the Proms в Германии.
В 2006 году Стокли присоединилась к музыкантам Ричарду Ганнэвею и Джею Оливеру в их этно-группе Aomusic, также известной как просто AO. В феврале 2009 года группа выпустила альбом Twirl, дебютировавший в пятом месте в хит-параде. На альбоме вышла песня On Jai Ya, написанная по заказу Оргкомитета Олимпийских игр в Пекине в качестве кандидата на официальный гимн пекинской Олимпиады 2008 года. В итоге выбор был сделан в пользу другой песни. Однако, позднее On Jai Ya была включена в саундтрек проекта Project Peace on Earth в 2011 году.
В июне 2009 года группа выпустила сингл Gaiya Lo Mane, ставшую гимном благотворительного фонда Give Kids the World.
В феврале 2011 года вышел альбом Aomusic ...and Love Rages on!, для которого Стокли записывала вокальные партии вместе с детскими хорами из разных стран. Альбом занял второе место в хит-параде и получил премию сайта Zone Music Reporter за лучший этно-альбом года. После выпуска альбома группа приняла участие в благотворительной акции GlobalGiving по строительству устойчивых поселений для гаитянских детей, пострадавших от землетрясения в 2010 году. 28 марта 2011 года Стокли выступила на закрытом мероприятии в рамках международной конференции организации Education Without Borders в Дубае.
В марте 2013 года Aomusic выпустила альбом Hokulea, стартовавший на третьем месте в хит-параде Zone Music Reporter и сохранявший позиции в топ-20 в течение пяти месяцев. После выхода альбома Aomusic организовали благотворительный фонд AO Foundation International, который поддерживает международные организации, помогающие нуждающимся детям.

## Личная жизнь
Стокли замужем за британским музыкантом, продюсером и звукоинженером Родом Хауисоном. Они проживают в Орландо, Флорида. У пары двое детей: Карли Хауисон и Ли Брендон Хауисон.

## Избранная дискография

### Сольные альбомы
- Miriam (1999)
- Second Nature (2006)
- Eternal (2007)

### В составе групп
- Adiemus: Songs of Sanctuary[англ.] (1995)
- Adiemus II: Cantata Mundi (1997)
- Adiemus III: Dances of Time (1998)
- Adiemus IV: The Eternal Knot (2001)
- Aomusic — Twirl (2009)
- Aomusic — ...and Love Rages On! (2011)
- Aomusic — Hokulea (2013)
- Aomusic — Asha (2017)

### Бэк-вокал
- Ник Кершо — Radio Musicola (1986)
- Роджер Долтри — Can't Wait to See the Movie (1987)
- Фредди Меркьюри & Монтсеррат Кабалье — Barcelona (1988; бэк-вокал на The Golden Boy)
- Элейн Пейдж — The Queen Album (1988)
- Alphaville — Romeos (1989)
- Брайан Мэй — Back to the Light (1992)
- Eloy — The Tides Return Forever (1994; бэк-вокал на Company of Angels)
- Соня — Can't Forget You (1989)
- Queen — Made in Heaven (1995)
- Майк Олдфилд — The Art in Heaven Concert (2000; ведущий и бэк-вокал на Moonlight Shadow)
- Queen — The Freddie Mercury Tribute Concert (DVD, 2002)
- Atlantis vs Avatar - Fiji (2000; ведущий вокал)
- Skylanders: Spyro's Adventure